# 菲爾普斯 (肯塔基州)
菲爾普斯（英語：Phelps）是位於美國肯塔基州派克縣的一個人口普查指定地區。

## 人口
根據2020年美國人口普查的數據，菲爾普斯的面積為20.70平方千米，當中陸地面積為20.70平方千米，而水域面積為0.00平方千米。當地共有人口760人，而人口密度為每平方千米36.71人。